# Morphine (nouvelles)
Morphine est un recueil de textes, publié à titre posthume, de Friedrich Glauser. Il contient des nouvelles, des textes autobiographiques et on y trouve également des ébauches d’œuvres futures.

## Contenu
- La Fêlure : monologue où le narrateur (Friedrich ?) raconte certains de ses malheurs.
- Écrire... : texte qui raconte le différend qu'eut Friedrich avec un de ses professeurs au Collège de Genève.
- Journal de la maison des fous : journal intime du 14 au 30 août 1920. Il y fait une description de sa vie quotidienne et de son amour pour Lison.
- Le Quatorze Juillet : texte qui raconte un 14 juillet alors que l'auteur est à la Légion.
- Entre Colomb-Béchar et Oran : texte qui raconte la fin de son engagement à la Légion et son retour.
- Asile de nuit : texte qui raconte la mort d'un vieux dans un asile de nuit. L'épisode, sûrement autobiographique, apparaît aussi dans Dans les ténèbres.
- Les Trouble-fête : essai et réflexion sur les marginaux, les asociaux, la sécurité, le droit et la justice.
- Pépinières : texte écrit à la première personne qui raconte la rencontre, puis le travail dans la pépinière de Eduard Schmocker à Randlingen[1].
- Musique : texte qui raconte quelques événements autour d'une fête musicale à Waiblikon[2] dont l'auteur aurait été spectateur de loin.
- Dancings parisiens : texte très court qui évoque, comme son titre l'indique, des dancings parisiens.
- Morphine – Une confession : texte qui raconte la toxicomanie de l'auteur, d'abord à l'éther (« pendant la guerre »), puis à la morphine, puis au mélange avec la cocaïne et enfin à l'opium. Cette toxicomanie le mène dans diverses prisons et diverses cures. Il évoque aussi la psychanalyse qui l'aida pour se désintoxiquer et il esquisse son analyse.
- Boucs émissaires : brève réflexion sur le sujet indiqué par le titre.
- La Route : texte autour de la route.
- Collègues : nouvelle autour d'un infirmier de Randlingen malmené par ses collègues et supérieurs.
- Le Martyr oublié : texte sur Robespierre et le 9 thermidor.
- Voisins : texte sur le voisinage de Friedrich et Berthe durant leur séjour en Beauce.
- La Fête au village : texte sur un différend durant une fête villageoise, probablement durant le séjour de Friedrich et Berthe en Beauce.
- Accident : texte qui relate un accident en campagne, l'accident est plus cocasse que grave.
- Le onze novembre : texte sur une commémoration de l'armistice de la première guerre mondiale en 1936 dans un village français[3].
- Dans la basse-cour : texte mêlé de brèves réflexions à la suite du recueil d'un poussin durant une promenade.
- Nuit d'été : texte autour d'une croisière (ou d'une traversée?) en Bretagne du couple sur un bateau de pêche.
- Insuline : texte sur les psychiatres.
- Sorcière et bohémiens : texte qui présente une petite histoire campagnarde (en Appenzell).
- Voyage organisé : texte sur un séjour touristique en Italie.
- Juin à Nervi : une brève description de Nervi où l'auteur termina sa vie.